# Canó de muntanya Tipus 41 de 75 mm
El Canó de muntanya Tipus 41 de 75 mm era una còpia japonesa sota llicència del canó de muntanya M.08 de la companyia alemanya Krupp. El Tipus 41 va rebre el seu nom per l'any en el que va entrar en servei, en l'any 41 del regnat de l'Emperador Meiji, o en 1908 segons el calendari gregorià. Originalment el canó estava destinat a ser utilitzat com una peça d'artilleria compacta i per a donar suport a la infanteria a curtes distàncies, però, cap a 1935, el seu rol va canviar al entrar en servei el més modern Canó de Muntanya Tipus 94 de 75 mm. Quan aquest nou canó va entrar en servei, el Tipus 41 va ser relegat del seu rol inicial de canó de suport proper a la infanteria, és a dir a canó de regiment, amb cada regiment comptant amb quatre peces d'aquest tipus. Aquest canvi de consideració va fer que l'arma passés a rebre el nom de Rentai Ho, o artilleria de regiment, segons la designació japonesa. Es van dissenyar dos tipus d'escuts protectors per a l'arma, el primer model, el qual es podia plegar en tres peces diferents, i un segon i posterior, el qual es podia plegar en dues peces diferents.
La gran majoria d'aquests canons, si no tots, es van produir en l'Arsenal d'Osaka

## Servei
Durant el seu servei sota l'exèrcit japonès, l'arma estava operada per tretze homes, dotze operadors de l'arma i un comandant d'aquesta. Quan l'arma estava llesta per a ser disparada, els dotze homes es repartien les seves respectives posicions de: un tirador, un carregador, un encarregat de disparar l'arma, una persona que movia l'arma de dreta a esquerra (o inversa), una persona que inseria els detonadors en els projectils i els passava al carregador, dos tiradors de reserva, un a la dreta i un altre a l'esquerra del canó, respectivament i el comandant de l'arma, que es posicionava lleugerament endarrerit respecte a l'arma. Els altres homes eren els encarregats de transportar la munició al canó des de les esquadres d'avituallament, la qual normalment es posicionava a alguns centenars de metres enrere de la posició del canó.
L'arma podia ser transportada completa per els seus tretze operadors, o ser transportada en peces, per a ser transportades per sis cavalls de transport equipats amb arnesos especials, i, normalment, un seté cavall que carregava la munició.
Es van dissenyar dos tipus diferents de detonadors per als projectils Tipus 97 d'alt explosiu: un amb un retard de 0,05 segons i un amb un retard d'un segon. Segons les proves conduïdes per l'Exèrcit dels EUA en el canó Tipus 41, un 75 per cent dels projectils disparats a una distància de 3.200 iardes (2926 metres) impactaven en un rectangle de 20 per 30 iardes (18,29 per 27,43 metres). A una distància màxima de 7.88 iardes (7132 metres), els projectils del canó impactaven en un rectangle de 10 iardes d'ample per 200 de llargada (9,14 metres d'ample per 182,88 metres de llarg).
El canó disposava d'una elevació d'entre -18° to +40° i podia girar sobre si mateix 6°.

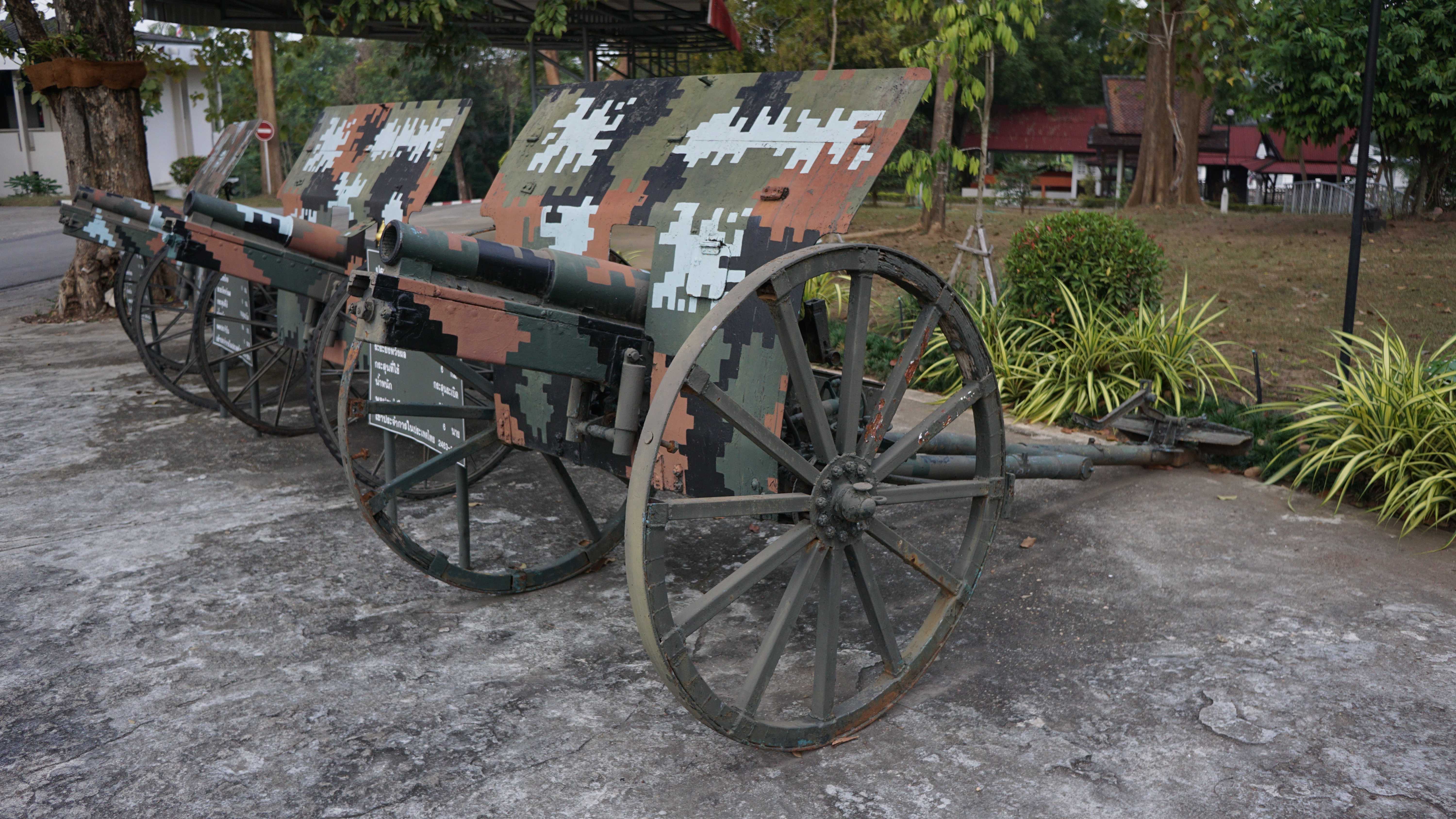
Tres Canons de Muntanya Tipus 41 de 75 mm exposats en el Campament de l'Exèrcit de Surasakmontree, Lampang, Tailàndia, 2016.

## Munició
- Projectil Tipus 98 d'Alt Explosiu – 9,9 lb (4,5 kg)
- Projectil Tipus 97 d'Alt Explosiu – 12,1 lb (5,5 kg)
- Projectil Tipus 94 d'Alt Explosiu – 13,24 lb (6,01 kg)
- Projectil Tipus 90 d'Alt Explosiu – 12,50 lb (5,67 kg)
- Projectil Tipus 95 d'Alta Penetració i Alt Explosiu, APHE (de l'anglès per: Armor-Piercing High-Explosive) – Podia penetrar fins a 20 mm de blindatge homogeni laminat, RHA, a 3.000 metres – 13,66 lb (6,2 kg)
- Projectil Tipus 1 d'Alta Penetració i Alt Explosiu – 14,4 lb (6,53 kg)
- Projectil Tipus 38 de Metralla – 15,0 lb (6,8 kg)
- Projectil Tipus 90 de Metralla – 282 boles de plom de 10,5 grams cadascuna i 0,1 kg de pólvora negra com a càrrega explosiva – 15,4 lb (7 kg)
- Projectil Tipus 2 de Càrrega Buida – Podia arribar a penetrar 4 polzades de blindatge homogeni laminat, o RHA – 7,81 lb (3,54 kg)
- Projectil Incendiari
- Projectil Tipus 90 de fum (fòsfor blanc) – 12,60 lb (5,71 kg)
- Projectil Tipus 90 Incendiari – 15,3 lb (6,93 kg)
- Projectil de Líquid Incendiari – 11,75 lb (5,33kg)
- Projectil Tipus 90 Il·luminador – 12,44 lb (5,64 kg)
- Projectil de Gas de Vòmit – 13,25 lb (6,01 kg)

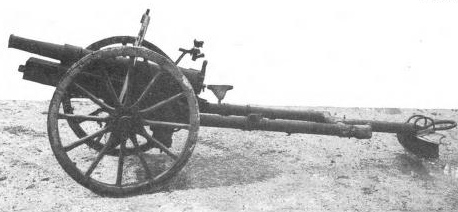
Un Canó de Muntanya Tipus 41 de 75 mm